# Baron Hankey

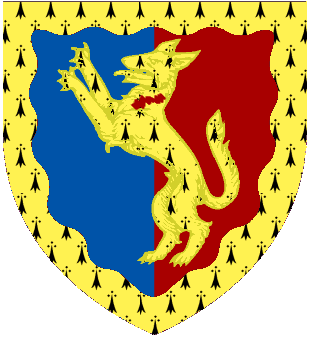
Wappen der Barone Hankey

Baron Hankey, of The Chart in the County of Surrey, ist ein erblicher britischer Adelstitel in der Peerage of the United Kingdom.

## Verleihung
Der Titel wurde am 3. Februar 1939 an Maurice Hankey verliehen. Dieser war von 1916 bis 1938 Sekretär sämtlicher Regierungen des Vereinigten Königreiches gewesen. Während des Ersten Weltkriegs fungierte er außerdem als Sekretär des Nationalen Verteidigungsrates. Schließlich leistete er einen bedeutenden Beitrag zur Entwicklung der ersten Panzer.

## Liste der Barone Hankey (1939)
- Maurice Hankey, 1. Baron Hankey (1877–1963)
- Robert Hankey, 2. Baron Hankey (1905–1996)
- Donald Hankey, 3. Baron Hankey (* 1938)

Titelerbe (Heir Presumptive) ist der jüngere Bruder des aktuellen Titelinhabers, Hon. Alexander Hankey (* 1947).